# Isola di Capo Rizzuto
Isola di Capo Rizzuto är en ort och kommun i provinsen Crotone i regionen Kalabrien i Italien. Kommunen hade 17 832 invånare (2017).